# Perilampus saleius
Perilampus saleius is een vliesvleugelig insect uit de familie Perilampidae. De wetenschappelijke naam is voor het eerst geldig gepubliceerd in 1839 door Walker.